# Napoleonaea
Napoleonaea es un género con  especies de plantas con flores perteneciente a la familia Lecythidaceae. Comprende las siguientes  especies. 

## Enlaces externos

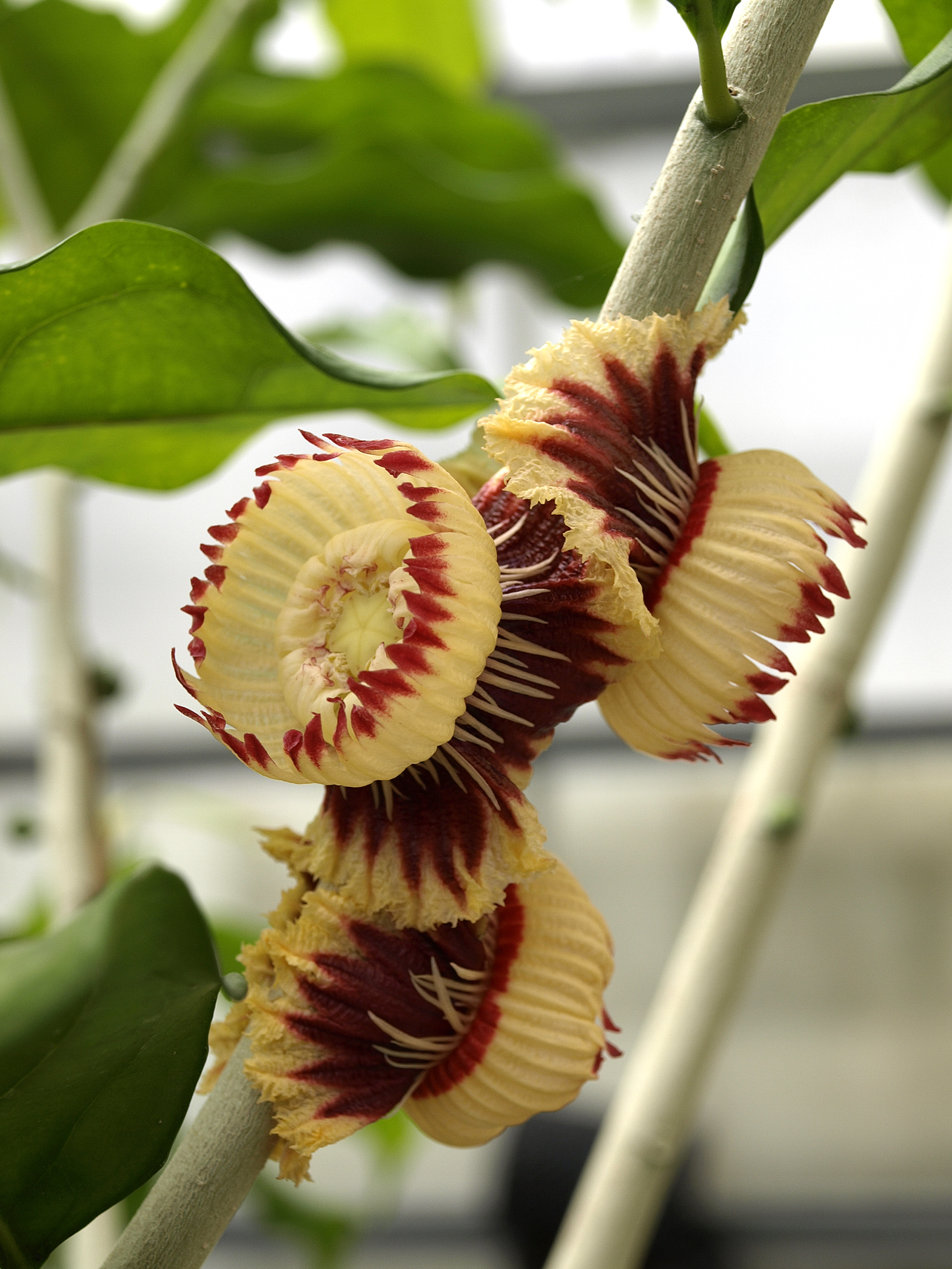
Detalle de Napoleonaea imperialis

## Especies seleccionadas
- Napoleonaea egertonii
- Napoleonaea imperialis
- Napoleonaea lutea
- Napoleonaea reptans